# Masdevallia tricycla
Masdevallia tricycla är en orkidéart som beskrevs av Carlyle August Luer. Masdevallia tricycla ingår i släktet Masdevallia och familjen orkidéer. Inga underarter finns listade i Catalogue of Life.